# Хоаким Родригез
Хоаким Родригез (шп. Joaquim Rodríguez Oliver; 12. мај 1979) је бивши шпански професионални бициклиста од 2001. до 2016. године. Професионалну каријеру је почео 2001. године, у тиму Онце Ероски, а од 2010. до 2016. године возио је за руски професионални тим Каћуша. Највећи успеси су му друго место на Ђиро д’Италији 2012. године и на Вуелта а Еспањи 2015. године, као и треће место на Вуелти 2012. и на Тур де Франсу 2013. године. Био је национални шампион 2007. године и два пута је освајао медаљу на светском првенству у друмској вожњи, бронзу 2009. и сребро 2013. године, када је у спринту поражен од Португалца Руија Косте. Три пута је био први у индивидуалном рангирању у UCI ворлд туру (2010, 2012 и 2013.)

## Каријера

### 2000—2003
Родригез је започео професионалну каријеру 2001. у тиму Онце Ероски, 2000. је био приправник у тиму. Прва освојена трка била му је трка Монжуик у Барселони 2001. године. 2003. године, освојио је шесту етапу на трци Париз—Ница. Такође, исте године је победио на тимским хронометрима на Вуелта а Каталуњи и Вуелта а Еспањи.

### 2004—2005
2004. године прешао је у шпански Дувал тим, гдје се задржао две године, освојио је трку Каталонски Викенд. 2005. године освојио је брдску класификацију на Вуелта а Еспањи и два друга места, на класику Сан Себастијан и Вуелта а Бургос трци.

### 2006—2009
2006. године прешао је у Кез Де Парњ (данашњи Мовистар), шпански професионални бициклистички клуб. Од значајнијих резултата, победио је на петој етапи трке Париз—Ница, а 2007. године освојио је национално првенство и класик Примавера. 2008. године освојио је трећу етапу на Тирено—Адријатику, када је напао на задњем успону, 1.7 km до циља. Успон је имао деоница са преко 20% нагиба. Након Родригеза, многи бициклисти су трчали носећи бицикла, због веома тешког успона, завршио је осми на Амстел голд рејсу, Флеш Валону и Лијеж—Бастоњ—Лијежу и шести на Вуелта а Еспањи. 2009. освојио је етапу на Тирено—Адријатику и на Вуелта а Бургос трци, као и друго место на Лијеж—Бастоњ—Лијежу. У другом делу сезоне, завршио је седми на Вуелта а Еспањи и освојио је бронзану медаљу на светском првенству у друмској вожњи, одржаном у Мендиризију.

### 2010
2010. прешао је у руски професионални тим Каћуша, који му је гарантовао место на Тур де Франсу и улогу лидера на неколико битних трка. Са Каћушом је остварио и најбоље резултате. Освојио је Вуелта а Каталуњу, Трку Мигел Индураин (у част петоструком освајачу Тур де Франса), завршио је трећи на Вуелта ал Паис Васко трци, уз освојену етапу. На класик Флеш Валон, дошао је као фаворит, али је остао други, иза Кадела Еванса. На Тур де Франсу завршио је осми, уз победу на етапи до Мендеа
Након Тура, завршио је пети на класику Сан Себастијан и четврти на Вуелта а Еспањи, где је освојио етапу на успону Пења кабарга. Сезону је завршио на првом месту у UCI про тур рангирању.

### 2011
[[Датотека:Joaquim Rodriguez.jpg|thumb|left|upright|Родригез на Критеријуму ди Дофине 2011.
2011. је почео освајањем Вуелта ал Паис Васко трке, а завршио је други, иза Филипа Жилбера на Флеш Валону и Амстел голд рејсу. На Ђиро д’Италији завршио је пети, као и на Критеријуму ди Дофине, месец касније, где је освојио две етапе, брдску и класификацију по поенима. Тур де Франс је прескочио да би се припремио за Вуелта а Еспању, гдје је важио за једног од фаворита. У другом делу сезоне завршио је четврти на класику Сан Себастијан и освојио је Вуелта Бургос трку. Вуелту је почео победама на етапама Валдопењас де Жен и Сан Лоренцо де Ескоријал, где је узео и лидерску мајицу, али је посустао и завршио је Вуелту на 19 месту. У финишу сезоне, завршио је трећи на Ђиро ди Ломбардији.

### 2012
2012. године освојио је Флеш Валон на успону Мур де хуј и друго место на Вуелта ал Паис Васко трци. На Ђиро д’Италију је дошао као један од фаворита, уз Ивана Баса и Микелеа Скарпонија. Освојио је две етапе и уочи последње етапе, имао је предност од 31 секунде у односу на Рајдера Хеседала, али на хонометру је изгубио губи 47 секунди и изгубио је Ђиро за 16 секунди, освојивши класификацију по поенима, само 1 поен испред Марка Кевендиша.
Након одличног Ђира, дошао је и на Вуелта а Еспању као претедент за освајање, гдје су му главни ривали били земљаци, Алберто Контадор и Алехандро Валверде, који су били суспендовани две године и Крис Фрум, који је на Тур де Франсу освојио друго место. На трећој етапи је био близу победе, али га је одспринтао Валверде, Родригез је успорио и није видео Валвердеа који га је прошао са десне стране и узео победу и црвену мајицу. На четвртој етапи, Валверде је био умешан у пад и изгубио је време, Родригез је преузео мајицу. На шестој етапи, Крис Фрум је напао, Родригез је једини могао да прати и у финишу га оставио иза себе и освојио је етапу. Исти сценарио поновио је и на етапи 12, након напада Алберта Контадора, Родригез је једини пратио, а затим му отишао, узео етапну победу и 12 бонус секунди и повећао предност. На етапи 14, Контадор је напао на два километра до циља, опет је само Родригез пратио и узео победу у финишу, када је појачао и Контадор није могао да га прати. Родригез је имао лидерску мајицу све до етапе 17, потпуно равне, на којој је Алберто Контадор напао, а Родригез није имао одговор, касније га је напао и Валверде, те је Родригез пао на треће место. Иако је био доминантан у брдским етапама, није успео да надокнади заостатак за водећим двојцем. На последњој етапи, Родригез је изгубио и преостале две мајице које је имао у свом поседу, мајицу за класифијацију по поенима и мајицу за класифијацију комбинације, обе је освојио Алехандро Валверде.
Након Вуелте, Родригез је освојио Ђиро ди Ломбардију, која је вожена по јако хладном времену. Родригез је напао на задњем успону и победио је са 9 секунди испред групе. Захваљујући тој победи, завршио је први у UCI ворлд тур рангирању, испред победника Тур де Франса, Бредлија Вигинса.

### 2013
2013. завршио је четврти на Тур оф Оман трци, где је освојио једну етапу. Касније је освојио пету етапу на Тирено—Адријатику и завршио је пети у генералном пласману, након што је пратио напад Петера Сагана и Винченца Нибалија на шестој етапи и узео време ривалима. На Вуелта а Каталуњи и Лијеж—Бастоњ—Лијежу, освојио је друга места, иза Данијела Мартина. Одлучио је да не вози Ђиро д’Италију, већ да се усресреди на Тур де Франс. 
Тур није није почео добро, након хронометра на етапи 11, Родригез је био на 11 месту у генералном пласману, 5 минута иза лидера, Криса Фрума. Форму је поправио у задњој недељи, на етапи 15, на Мон Вентуу завршио је четврти, дан касније је завршио трећи на брдском хронометру. У топ 5 је ушао на етапи 18, Алп ду езу, где је завршио пети, минут испред Фрума. На етапи 20, завршио је други, иза Наира Кинтане, али је узео минут испред двојца Тинкоф—Саксо тима, Алберта Конадора и Романа Кројцигера и узео им је треће место, чиме је успунио свој циљ, завршио је Тур де Франс на подијуму.
Након Тура, узео је паузу и вратио се на Вуелта а Еспању, где је циљао још један подијум. Победио је на етапи 19 и завршио је четврти, иза Криса Хорнера, Винченца Нибалија и Алехандра Валвердеа. На светском првенству у друмској вожњи, успио је да се одвоји са Руијем Коштом, али не и да га одспринта и освојио је сребро.
Недељу касније, освојио је Ђиро ди Ломбардију другу годину заредом

### 2014
Прва Родригезова трка у 2014. години, била је Тур де Сан Луис, гдје је завршио седми. Након тога, возио је Дубаи Тур и Тур оф Оман, где је освојио четврто место. Пропустио је Тирено—Адријатико први пут након четири године, да би се припремио за Арденске класике, где није био баш успешан. На Вуелта а Каталуњи победио је на трећој етапи и освојио је трку други пут у каријери. На Ђиро д’Италији, доживио је тежак пад на шестој етапи, сломио је ребро и повредио палац, због чега је морао да напусти Ђиро. Након неуспеха на Ђиру, Родригез је одлучио да вози Тур де Франс, да би се припремио за Вуелта а Еспању. Тур је завршио на 54 месту, без етапне победе и без освојене брдске класификације, гдје је остао осам поена иза Рафала Мајке. На Вуелта а Еспањи, још једном је остао ван подијума, на четвром месту, иза Алберта Контадора, Криса Фрума и Алехандра Валвердеа.

### 2015
2015. годину, почео је на Тирено—Адријатику, где је завршио на 13 месту. Прву победу у сезони, остварио је на Вуелта ал Паис Васко трци, где је на трећој етапи победио у спринту Наира Кинтану и Серхиа Енаа након спуста у Зумараги. Наредног дана је поновио победу, на краљевској етапи, у Аратеу. На хронометру, на задњој етапи, освојио је друго место и освојио је Вуелту ал Паис Васко. На Арденским класицима, освојио је четврто место на Флеш Валону а затим је освојио треће место на Лијеж—Бастоњ—Лијежу, где је изгубио у спринту од Алехандра Валвердеа и Жулијана Алафилипа.
На Тур де Франсу, Родригез је освојио трећу етапу, која се завршавала на успону Мур де Хуј Родригез је такође освојио и етапу 12, чији је циљ био на успону Плато де бељ
Тур је завршио на 28 месту у генералном пласману.
На Вуелта а Еспању је још једном дошао као претедент на подијум. Црвену мајицу је имао до хронометра на етапи 17, где је изгубио много времена и пао је на треће место, иза Тома Думулина и Фабија Аруа. На етапи 20, Думулин је имао лош дан, са првог је пао на пето место, а Родригез је добром вожњом одбранио своју позицију од Рафала Мајке и освојио је друго место, уз једну освојену етапу и класификацију комбинације.

### 2016
На почетку 2016. није остваривао добре резултате због болести. Опоравио се до почетка Вуелте ал Паис Васко, где је завршио пети.
На Тур де Франс је дошао у покушају да заврши у топ 10. Након етапа у Пиринејима био је трећи. На првом дану одмора на Тур де Франсу, Родригез је објавио да ће завршити каријеру на крају сезоне. Након неколико лоших дана, а нарочито хронометра на етапи 12, Родригез је пао на 12 место. Вратио се у форму у задњој недељи, а на задњој брдској, етапи 20, до Морзина, Родригез је напао и попео се на седмо место, где је и завршио Тур. На задњој етапи, Родригез је предводио групу на улазу у Јелисејска Поља, да би обележио своје задње учешће на Туру.
Након Тур де Франса, возио је Класик Сан Себастијан и завршио га је на четвртом месту и добио је награду за најагресивнијег возача на трци, након чега је објавио да му је то била задња трка у Шпанији и задња за тим, чиме је одбацио могућност да вози Вуелта а Еспању.
На Олимпијским играма у Рио де Женеиру, Родригез је у свом првом и једином наступу освојио пето место, у борби за четврто место одспринтао га је Жулијан Алафилип. Након Олимпијских игара, изјавио је да завршава каријеру, иако је првобитно планирао да вози до краја сезоне. Ипак, у септембру је објављено да ће Родригез морати да вози за Каћушу на класику Тритико ди Аутуно, Ломбардији и на Абу Даби Туру, јер му уговор са тимом истиче 31. децембра 2016.
Након Олимпијских игара, Родригез није тренирао и у лошој форми је дошао на Ђиро ди Ломбардију, коју није успио да заврши.
Првобитно је одлучио да не заврши каријеру и потписао је уговор са тимом Бахрејн Мерида за 2017. сезону, након чега је планирано да остане у тиму као део менаџерског кадра. Изјавио је: Моја одлука да напустим бициклизам је увек била ту, али из тима Бахрејн Мерида су ми предложили веома занимљив пројекат и уверили су ме да ћу се осећати угодно и мотивисано са њима и одлучио сам да вратим број на леђа још једну годину. У децембру 2016. одлучио је да ипак не вози 2017. и завршио је професионалну каријеру, оставши у тиму Бахрејн—Мерида као амбасадор.

## Надимак
Родригез је у професионалном бициклизму познат као "Пурито", тај надимак је добио на почетку каријере, у Ероски тиму, када је, на једном мањем успону, оставио своје тимске колеге иза себе и на врху гестикулирао као да пуши цигару, алудирајући на то да се попео без много труда. То се његовим сувозачима није свидело и касније током вечери, натјерали су га да пуши праву цигару. Од тог тренутка, остао је у каравану познат као Пурито - "Мала цигара".